# Herbert Zerna
Herbert Zerna (niedersorbisch Herbert Cerna; * 9. September 1905 in Guhrow; † 24. Oktober 1955 in Papitz) war ein niedersorbischer Theologe und Pädagoge. Bekannt wurde er als Heimatforscher und Regisseur von auf die Heimatforschung bezogenen Filmen.

## Leben
Zerna stammte aus einer deutsch/sorbischen Familie. Sein Vater Martin Zerna war seit 1902 Dorfschullehrer in Guhrow. Nach dem Besuch eines Gymnasiums in Cottbus studierte er in Jena, Tübingen und Halle (Saale) Theologie. Zunächst wurde er Vikar in Burg (Spreewald) an der dortigen Pfarrkirche. Von 1937 bis 1945 war er Pfarrer in Jähnsdorf in der Neumark und übernahm 1945 bis 1949 die Pfarrstelle in Neu Zauche an der dortigen Dorfkirche Neu Zauche. 1949 wurde er Pfarrer in Papitz.
Er betätigte sich als Heimatforscher und veröffentlichte Arbeitsergebnisse in Cottbuser Zeitungen. Arbeitsschwerpunkt waren wendische Bräuche und Sitten sowie die Bedeutung von Flurnamen. Er führte Regie bei mehreren von Burg aus ab 1930 entstandenen Kurzfilmen, die sich thematisch mit dem Leben in deutsch/sorbischen Dörfern in der Region Cottbus beschäftigten. Das von ihm 1931 geschriebene Jugendtheaterstück Meine Heimat wurde in Cottbus und mehreren Dörfern aufgeführt.

## Werke
Schriften
- Sitten und Gebräuche der Wenden einst und jetzt. Cottbus, Oberlausitzer Landeszeitung 1925
- Wendisches Volkstum in der Gegenwart. Der Landkreis Cottbus mit dem Spreewald, 1933

Filme
- Dolnoserbska drastwa, 1929/30, 3 Minuten, Regie gemeinsam mit Vladimír Zmeškal
- Dolna Łužyca, 1929/30, 6 Minuten, Regie gemeinsam mit Vladimír Zmeškal
- Serbski swěźen we Wětošowje, 1930, 10 Minuten, Regie gemeinsam mit Vladimír Zmeškal
- Kulowska gmejna, 1930/31, 8 Minuten

Theaterstück
- Meine Heimat, 1930, Jugendtheaterstück